# Ramsau bei Berchtesgaden
Ramsau bei Berchtesgaden är en kommun och ort i förbundslandet Bayern i Tyskland. Folkmängden uppgår till cirka 1 700 invånare på en yta av 129 kvadratkilometer. Orten är belägen i ett område med höga bergstoppar och nationalparken Berchtesgaden täcker en stor del av kommunens yta.